# Myst IV: Revelation
Myst IV: Revelation è il quarto gioco nella serie di Myst (il quinto se si include Uru: Ages Beyond Myst, uscito l'anno precedente), sviluppato e distribuito da Ubisoft.
Similmente a Myst III: Exile, Revelation usa una panoramica a 360° con immagini in movimento e filmati con attori integrati nelle immagini, con l'aggiunta di effetti 3D in tempo reale. Mutato è anche il motore per la modalità di movimento "zip".
Myst IV è il primo gioco per PC pubblicato esclusivamente su supporto DVD-ROM, replicando la mossa fatta per l'uscita di Myst nel 1993 esclusivamente su CD-ROM (mentre la maggior parte dei programmi e giochi venivano anche distribuiti su molteplici floppy disk), spingendo gli altri sviluppatori a fare altrettanto.

## Trama
Atrus chiama lo Straniero alla sua casa su Tomahna, questa volta per aiutarlo a decidere cosa fare con i suoi figli, Sirrus e Achenar. Sono trascorsi circa vent'anni dagli eventi di Myst in cui i due fratelli sono stati imprigionati definitivamente nelle loro Ere-prigione, e Atrus si chiede se sia passato un tempo sufficiente affinché essi si siano pentiti dei loro crimini. Mentre Atrus si reca temporaneamente su Rime, lo Straniero viene stordito da un'esplosione e reso inconscio. Al suo risveglio, scopre che Yeesha, la figlia di Atrus, è scomparsa. Mentre la cerca, si imbatte nei due libri-prigione di Rifugio e Pinnacolo, dove Achenar e Sirrus erano stati imprigionati anni prima. Lo Straniero esplorerà le due Ere, scoprirà la verità su di loro, e salverà Yeesha dal loro orrido piano che avevano progettato in una prima bozza anni prima nell'onirica Era di Serenia.

## Motore
Il gioco esplora nuove frontiere nel campo dei giochi prerenderizzati.
Come Myst III: Exile, il gioco ha una possibilità di visuale a 360° in entrambe le direzioni "destra-sinistra" e "alto-basso", permettendo al giocatore di coprire con la visuale l'intero angolo sferico ed una risoluzione a video di 800x600 pixel con rapporto d'aspetto 4:3.
A differenza dei giochi precedenti, Myst, Riven e Exile, che occasionalmente mostravano animazioni video per alcuni oggetti particolari del gioco, invece, Revelation usa il suo motore "ALIVE" per animare quasi qualunque cosa nel gioco.
L'acqua, per esempio, è completamente renderizzata per ogni locazione. Gli alberi si muovono col vento, e nel cielo si muovono le nuvole. Inoltre, è presente una grande varietà di flora e fauna, non solo uccelli nel cielo, ma creature che camminano apertamente nell'ambiente e occasionalmente interagiscono col giocatore.
Inoltre, il gioco presenta alcuni effetti grafici interessanti, calcolati e disegnati in tempo reale, come riflessi sulle lenti, illuminazione dinamica e un adattamento di messa a fuoco opzionale sull'oggetto puntato.
La modalità zip, già presente negli altri giochi della serie, è pure rivista in Myst IV.
Il gioco ha aumentato lo standard anche per quanto riguarda il sonoro. Myst IV contiene molti "punti caldi" in ogni locazione che servono come attivatori per il sonoro: cliccandovi sopra, la "manina" (il cursore del mouse) ne picchietta la superficie, e il relativo suono viene riprodotto, aggiungendo profondità e sensazione di immersione in ogni area del gioco.
Infine, il gioco presenta un nuovo uso delle sequenze filmate. Come nei primi tre giochi della serie, Revelation usa degli attori reali per interpretare i vari personaggi, incluso il creatore della serie Rand Miller nel ruolo di Atrus. Il video è di qualità molto migliore, più pulito e di uso più ampio e avvolgente di quello dei suoi predecessori. Ve ne è anche una quantità alquanto superiore (oltre 70 minuti), e il giocatore può muoversi e interagire normalmente con l'ambiente mentre il video viene riprodotto.
La colonna sonora comprende anche la voce e una canzone di Peter Gabriel.

## Ere
Come negli altri giochi della serie di Myst, il giocatore si trova a viaggiare in varie Ere. Le Ere visitate in Myst IV sono:
- Tomahna, la casa di Atrus, Catherine e Yeesha
- Rifugio, l'Era-prigione di Achenar
- Pinnacolo, l'Era-prigione di Sirrus
- Serenia, l'Era dei sogni di Catherine